# David DiLeo
David Michael DiLeo (ur. 28 lutego 1997 w Iowa City) – amerykański koszykarz, występujący na pozycjach niskiego lub silnego skrzydłowego, od 2023 zawodnik ESSM Le Portel.
W 2021 reprezentował New Orleans Pelicans podczas rozgrywek letniej ligi NBA w Las Vegas, natomiast rok później Indianę Pacers.
Pochodzi z koszykarskiej rodziny. Jego ojciec Frank grał na uczelni Lafayette, a następnie był asystentem trenera drużyn akademickich Virginia Cavaliers oraz Iowa Hawkeyes. Nieco później piastował stanowisko skauta w klubie NBA – Philadelphia 76ers. Jego matka Kay trenowała żeńską drużynę akademicką Indiana State Sycamores. W koszykówkę grali też jego kuzyni T.J. i Max oraz wujek Tony.
25 lipca 2022 dołączył do Grupy Sierleccy-Czarnych Słupsk. 14 czerwca 2023 został zawodnikiem francuskiego ESSM Le Portel.

## Osiągnięcia
Stan na 27 listopada 2023, na podstawie, o ile nie zaznaczono inaczej.
NCAA
- Zaliczony do składu honorable mention All-MAC (2020)
- Lider:
  - wszech czasów konferencji Mid-American (MAC) w liczbie celnych (337) i oddanych (878)rzutów za 3 punkty
  - MAC w liczbie:
    - celnych rzutów za 3 punkty (2018 – 96, 2019 – 93)
    - oddanych rzutów za 3 punkty (2018 – 275)
    - rozegranych minut (2019 – 1204)
- Zawodnik tygodnia MAC (25.12.2017)

Indywidualne
- Zaliczony do I składu kolejki EBL (27 – 2022/2023)[8]